# Convento de Santa Isabel
O Convento de Santa Isabel é um mosteiro real no centro de Madrid, Espanha. Pertencente à ordem de freiras agostinianas fundada pela esposa de Filipe III da Espanha, Margarida da Áustria, está localizada perto da estação ferroviária de Atocha. Uma escola para meninas foi fundada por Filipe II. Foi desenhado no século XVIII por Gómez de Mora.
Desde abril de 1995, é um "bem de interesse cultural" e um monumento sob a administração do Património Nacional.